# Jasan Jalmurzayev
Jasan Jalmurzayev –en ruso, Хасан Халмурзаев– (Nazrán, 9 de octubre de 1993) es un deportista ruso que compite en judo. Su hermano gemelo Jusein compitió en el mismo deporte.
Participó en los Juegos Olímpicos de Río de Janeiro 2016, obteniendo una medalla de oro en la categoría de –81 kg. Ganó una medalla de bronce en el Campeonato Mundial de Judo de 2017 y una medalla de oro en el Campeonato Europeo de Judo de 2016.

## Palmarés internacional
| Juegos Olímpicos   | Juegos Olímpicos        | Juegos Olímpicos  | Juegos Olímpicos |
| Año                | Lugar                   | Medalla           | Categoría        |
| ------------------ | ----------------------- | ----------------- | ---------------- |
| 2016               | Río de Janeiro (Brasil) | Medalla de oro    | –81 kg           |
| Campeonato Mundial |                         |                   |                  |
| Año                | Lugar                   | Medalla           | Categoría        |
| 2017               | Budapest (Hungría)      | Medalla de bronce | –81 kg           |
| Campeonato Europeo |                         |                   |                  |
| Año                | Lugar                   | Medalla           | Categoría        |
| 2016               | Kazán (Rusia)           | Medalla de oro    | –81 kg           |